# Isole Walrus
Le Walrus (in russo Моржовые острова, Moržovye ostrova) sono un piccolo gruppo di isole rocciose nel mare di Bering vicino alla costa settentrionale della baia di Bristol (Alaska, Stati Uniti), si trovano 18 km a est dell'isola Hagemeister.
Le maggiori isole del gruppo sono: Summit (vicino alla costa), High, Crooked, Black Rock e Round. La più lunga di queste è Crooked, che misura 10 km da nord a sud. Il punto più alto tocca i 69 m. Amministrativamente appartengono alla Dillingham Census Area dell'Alaska.

## Storia
Questo gruppo di isole è stato esplorato per la prima volta dal capitano James Cook nel 1785. Il nome russo Morž, (che significa "tricheco", come il termine inglese walrus) è stato loro dato per la prima volta dal tenente Gavriil Saryčev (1826) della Marina imperiale russa..
Le isole Walrus si sono meritate il loro nome a causa della grande concentrazione di trichechi che le popolano ogni estate, soprattutto sull'isola Round. Attualmente esse formano il Walrus Islands State Game Sanctuary ed è necessario un permesso per visitare l'isola Round.
Le isole Walrus non devono essere confuse con Walrus e Kritskoi che si trovano sulla costa sud-orientale della Baia di Bristol o con la piccola Walrus che fa parte del gruppo delle isole Pribilof.